# Globoplay
Globoplay es una plataforma digital para streaming de video y audio bajo demanda, desarrollada y operada por Grupo Globo, fue lanzada el 3 de noviembre de 2015. En 2020 se estableció con la marca de 20 millones de usuarios y se convirtió en el líder nacional en transmisión. En 2021, con la finalización del proyecto Uma Só Globo del Grupo Globo, Globoplay se convierte en subsidiaria de una nueva empresa llamada Globo. 
El servicio ofrece producciones originales y exclusivas en sociedad con canales Globo, obras internacionales y producciones independientes, ya sea en películas, series, programas de televisión o podcasts. Sus principales brazos de producción de contenido original son Studios Globo, Globo Filmes, DGJE y divisiones de contenido del Grupo Globo.
El servicio se lanzó en Estados Unidos el 19 de enero del 2020 iniciándose su expansión mundial. En septiembre de 2021, se anunció que Globoplay se lanzaría en Canadá y España en más de 20 países europeos, como Italia, Francia, Suiza, Alemania, España, Portugal y Reino Unido a partir del 14 de octubre de 2021.

## Programación
Globoplay ofrece transmisión de video o contenido bajo demanda de programas de la biblioteca archivada de Globo, así como programas originales y programas internacionales exclusivos. La transmisión en vivo de Globo y algunas de sus afiliadas también está disponible, aunque los usuarios deben configurar sus cuentas para que la ubicación esté dentro del área de transmisión permitida, compuesta por 47 afiliadas que operan dentro de 22 de los 26 estados brasileños. Si alguien tiene su cuenta configurada para tener una ubicación fuera de esos afiliados, o si vive fuera de Brasil y directamente no ha configurado una ubicación específica, la función de transmisión en vivo deja de estar disponible automáticamente.
Además de las producciones nacionales y los documentales originales, la plataforma también anunció la inclusión de telenovelas mexicanas a través de una alianza con Televisa, siendo éstas Imperio de Mentiras, Rubí (2020), Amar a Muerte, La Usurpadora, Marimar y Maria la del barrio (también disponible en español).

### Programación original
El servicio anunció inicialmente que pretendía invertir en proyectos enfocados únicamente en la plataforma digital, con contenido exclusivo. La primera muestra fue el lanzamiento de un especial de la telenovela Totalmente Demais en 2015 y un spin-off de la misma en 2016. 
Desde 2017, para promocionar el reality de televisión Big Brother Brasil, Globoplay transmite, en conjunto con el sitio web GShow, el programa #RedeBBB y al año siguiente, después del final de la temporada 18, el especial BBB18: Fogo no Parquinho .
En agosto de 2018, se anunció que Globoplay distribuiría series de contenido original encargadas por Rede Globo exclusivamente para el servicio. La primera lista de series lanzada ese año bajo el lema «Globoplay Originals» incluyó a Além da Ilha, Assédio y Ilha de Ferro.
En agosto de 2020, Globo agregó la disponibilidad de Premiere en el servicio, a través de una oferta exclusiva (no se necesitaba tener acceso a televisión por cable). En septiembre, anunció que todos los canales de Globosat (ahora, Canais Globo) estarían disponibles en la plataforma incluso para aquellos sin un acuerdo de televisión por cable. El paquete exclusivo garantiza el acceso a todo el contenido de Globoplay y Canais Globo con la opción de comprar complementos como Premiere, Combate y Telecine.
En noviembre, cerró un trato exclusivo con The Walt Disney Company, creando un trato exclusivo con Disney+. El paquete garantiza el acceso a todo el contenido de Globoplay y Disney+.

### Canales
La plataforma pone a disposición su portafolio de Canalis Globo, con transmisión simultánea -OTT- y bajo demanda, integrando la antigua plataforma Canales Globosat, hoy Canais Globo. En 2022 culminó con la integración de canales lineales y contenido bajo demanda de Telecine Network, y se desactivó el streaming propio de Telecine, en el mismo año se anunció la alianza entre Starzplay de Lionsgate Entertainment, brindando una experiencia de calidad con más de 1.200 títulos.
Los canales disponibles son: TV Globo, Multishow, GloboNews, SporTV, SporTV2, SporTV3, SporTV4, GNT, Viva, Gloob, Gloobinho, Megapix, Universal+, Canal Brasil, Canal Off, Bis, Modo Viagem, Canal Futura, CBN National, CBN SP , CBN RJ, Telecine, Premiere y Combate.

### Distribución televisiva exclusiva
Globoplay ha comprado derechos de distribución exclusivos y no exclusivos para transmitir programas internacionales en Brasil. La serie de televisión de drama médico de ABC The Good Doctor fue lanzada el 22 de agosto de 2018 como el primer programa exclusivo internacional del servicio.

### Rescate de la programación de TV Globo
La plataforma añadió a todos sus suscriptores los títulos emitidos en señal abierta desde 2009, incluidas repeticiones de Vale a Pena Ver de Novo. A partir de mayo de 2020, Globoplay lanza el proyecto de rescate de clásicos de la colección de TV Globo, con la inclusión de telenovelas, miniseries y series. Desde entonces, cada dos semanas se lanza para streaming un nuevo título con alta calidad de imagen, viñetas iniciales y finales, así como cortes originales sin censura de las obras.

## Lanzamiento

### Expansión internacional
En el extranjero, solo Globoplay está disponible para contratar. Globoplay + canales en vivo se puede contratar únicamente en Brasil. A pesar de ello, para el mercado internacional están disponibles los contenidos y transmisiones en vivo de los canales Globo Internacional, Multishow, GloboNews, GNT, Viva, SporTV y Premiere. Con el lanzamiento de Globoplay en Europa, la transmisión por cable/satélite de Globo Internacional se suspendió en el continente, excepto en Portugal, donde Globo mantiene tres canales al aire: Globo Portugal, PFC y Globo Now., repetidora de la señal de GloboNews. Los programas que se están exhibiendo en el canal SIC portugués no ingresarán al catálogo de la plataforma.
| Fecha de lanzamiento   | País           |
| ---------------------- | -------------- |
| 3 de noviembre de 2015 | Brasil         |
| 19 de enero de 2020    | Estados Unidos |
| 14 de octubre de 2021  | Alemania       |
| 14 de octubre de 2021  | Austria        |
| 14 de octubre de 2021  | Bélgica        |
| 14 de octubre de 2021  | Canadá         |
| 14 de octubre de 2021  | Dinamarca      |
| 14 de octubre de 2021  | España         |
| 14 de octubre de 2021  | Finlandia      |
| 14 de octubre de 2021  | Francia        |
| 14 de octubre de 2021  | Grecia         |
| 14 de octubre de 2021  | Irlanda        |
| 14 de octubre de 2021  | Italia         |
| 14 de octubre de 2021  | Luxemburgo     |
| 14 de octubre de 2021  | Noruega        |
| 14 de octubre de 2021  | Países Bajos   |
| 14 de octubre de 2021  | Portugal       |
| 14 de octubre de 2021  | Reino Unido    |
| 14 de octubre de 2021  | Suecia         |
| 14 de octubre de 2021  | Suiza          |
| 6 de febrero de 2022   | Japón          |
| 25 de febrero de 2022  | Australia      |

| País/territorio | Socio/s | Expiración | Refs.  |
| --------------- | ------- | ---------- | ------ |
| Latinoamérica   | HBO Max | 2023       | [ 21 ] |